# هر کاری می‌کنم برنده می‌شم
«هر کاری می‌کنم برنده می‌شم» تک‌آهنگی از هنرمند اهل ایالات متحده آمریکا دی‌جی خالد، تی-پین، لوداکریس، اسنوپ داگ، ریک راس است که در سال ۲۰۱۰ میلادی منتشر شد.